# 汪定勋
汪定勋，清朝人，是一名清朝政治人物。
汪定勋曾于1882年接替陶清安任崇明县知县一职，1883年由吴成周接任。